# 綾ノ町停留場
綾ノ町停留場（あやのちょうていりゅうじょう）は、大阪府堺市堺区にある阪堺電気軌道阪堺線の停留場。駅番号はHN18。

## 停留場構造
単式ホーム2面2線が綾之町交差点を挟んで互い違いに配置（千鳥式配置）されている。浜寺駅前方面ホームは綾之町東1丁の新設軌道上に、恵美須町方面ホームは錦之町東1丁の併用軌道上（大道筋の中央）に位置する。後者のホームの駅名標は駅ナンバリング設定後に更新され南海電気鉄道にもない独自のデザインになっている。更新前は古びた自立式の駅名標（現代から起算すると1 - 2世代前のスタイル）が残っており、右下次駅表記は「たかすじんしゃ」ではなく「たかすじんじゃ」となっていた。

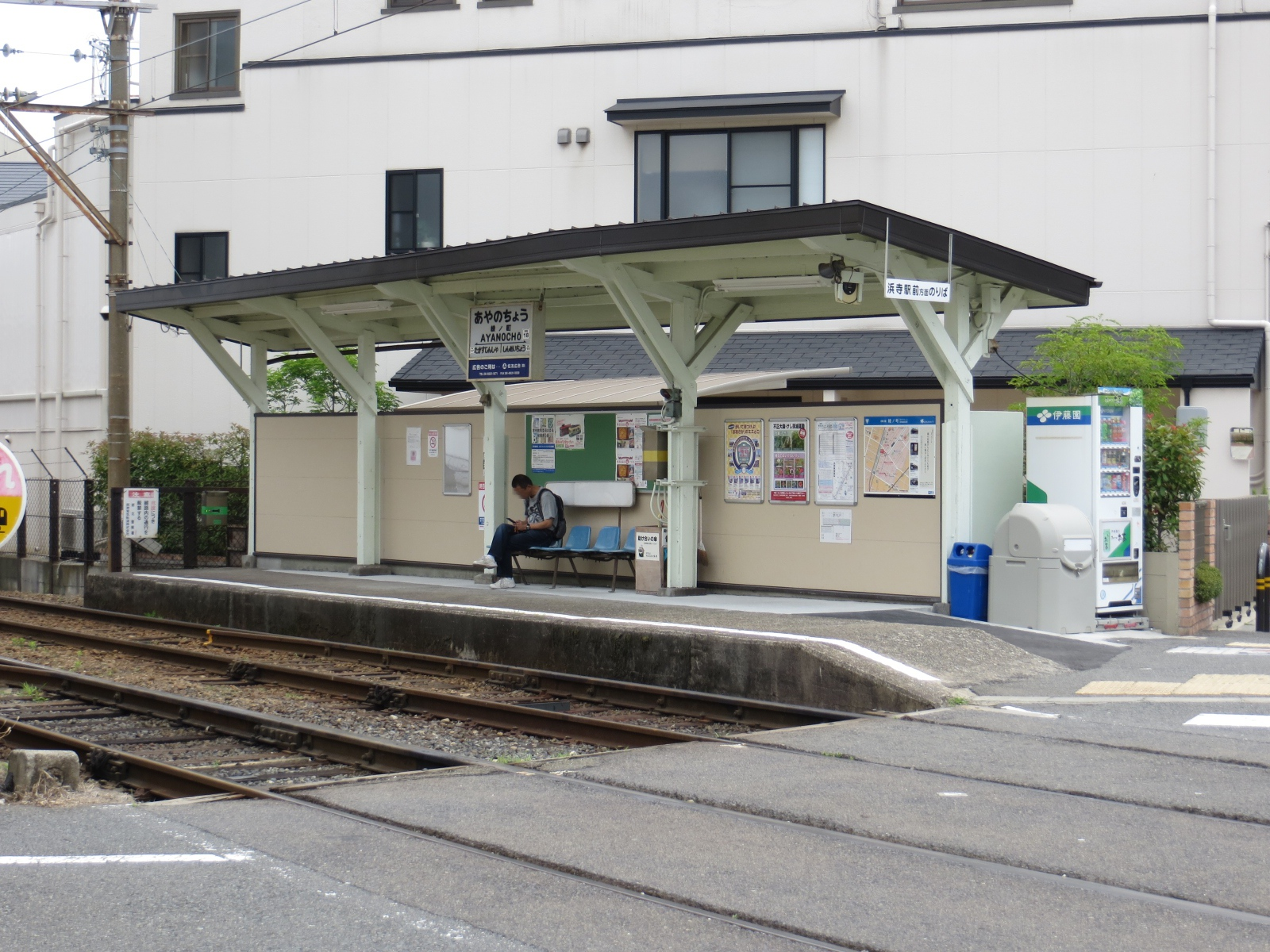
ホーム（浜寺駅前方面）
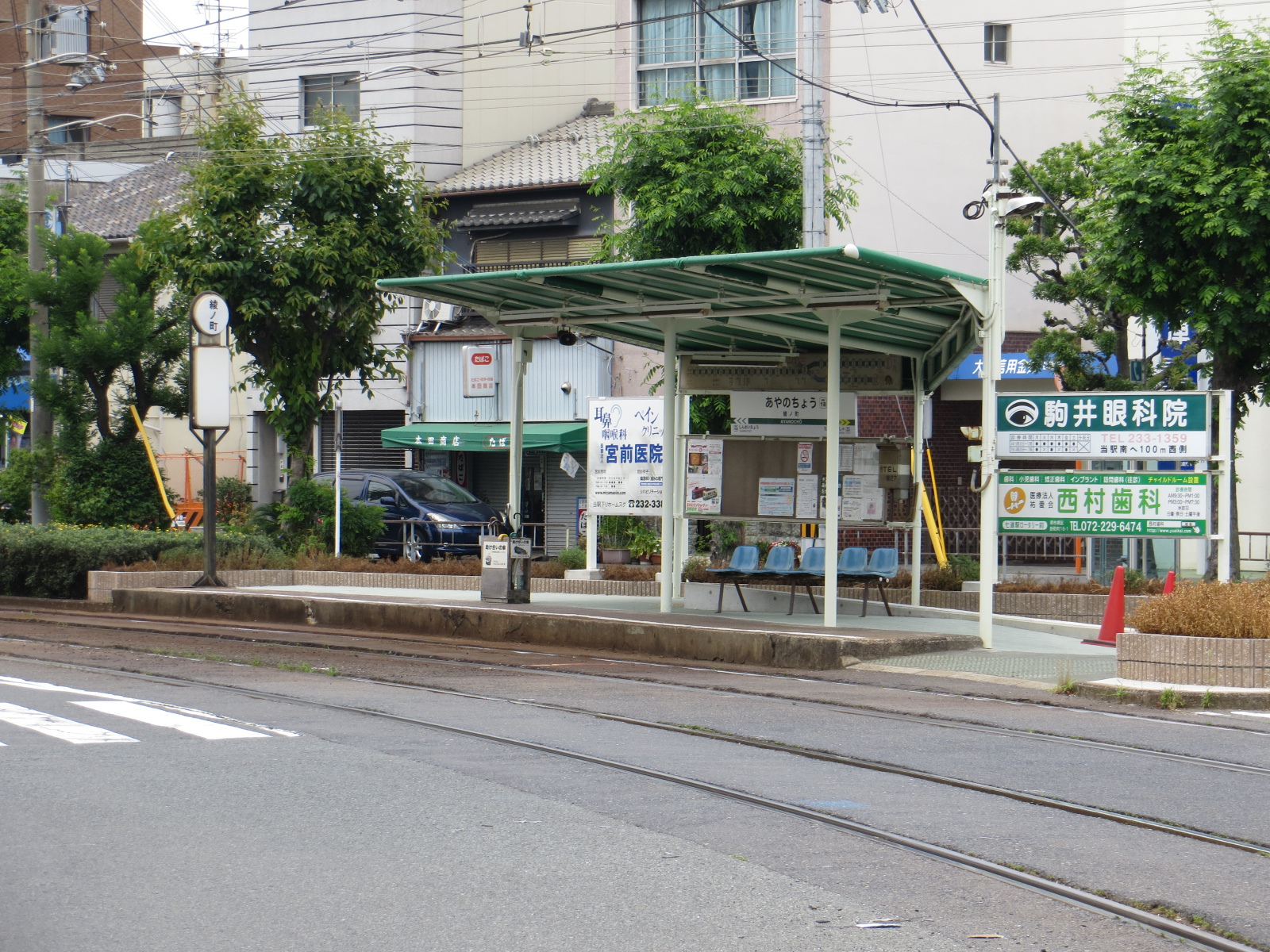
ホーム（恵美須町方面）
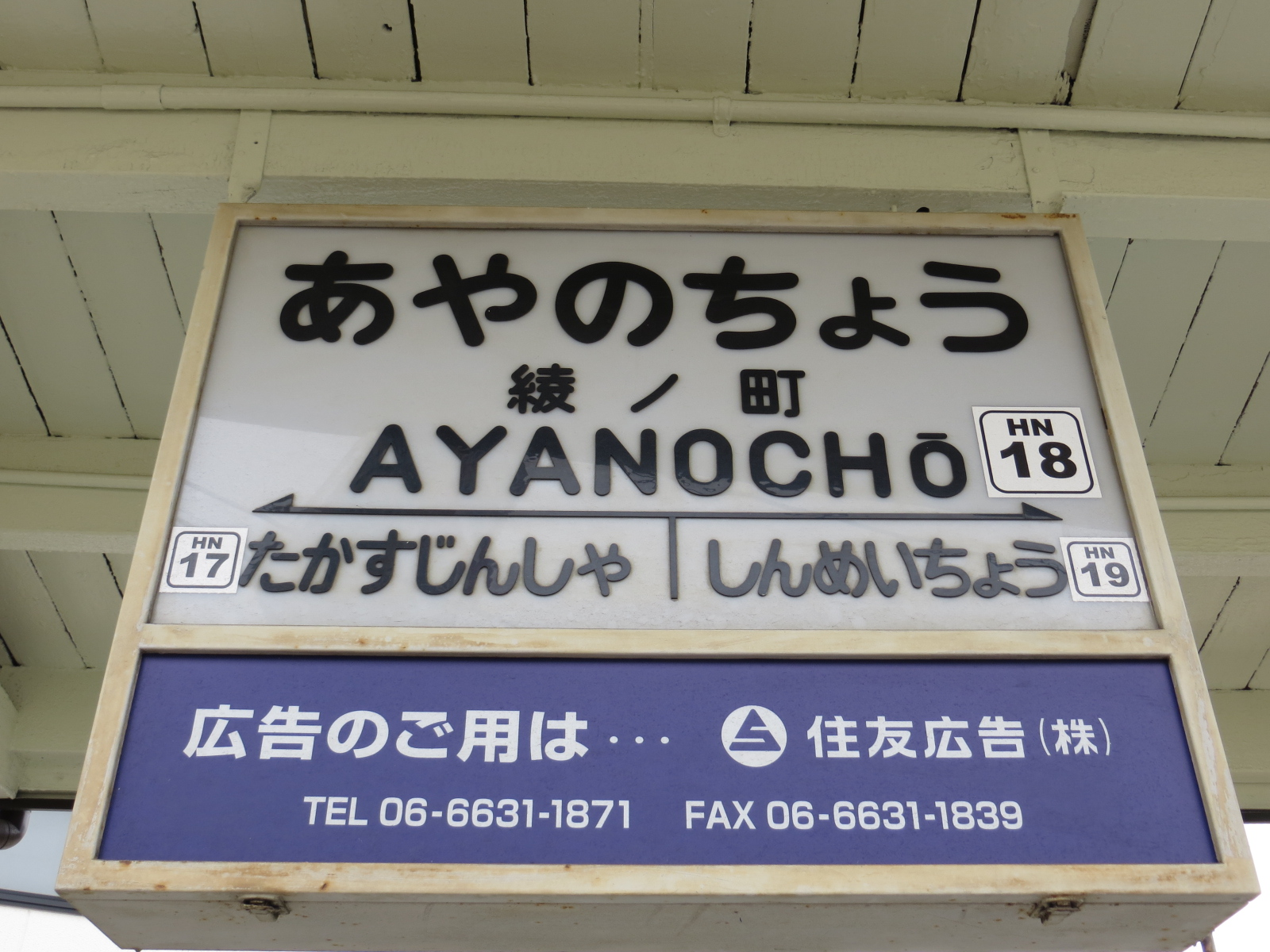
駅名標（浜寺駅前方面）

## 停留場周辺
- 山口家住宅
- 堺市立青少年センター
- 綾ノ町東商店街
- 堺市立錦綾小学校
- 大阪信用金庫 七道支店

## バス
南海バス（綾の町電停前停留所）
東行
- 17・85 錦綾町、中向陽町経由 堺東駅前行き
- 16・61 花田口、大小路経由 堺東駅前行き

西行
- 16（北循環線） 松屋、Jグリーン堺南口、堺浜シーサイドステージ、八幡町経由　堺駅西口行き
- 16C（北循環線） 松屋、Jグリーン堺南口、堺浜シーサイドステージ、八幡町止め（平日朝のみ）
- 17（北循環線） 海山通四丁、Jグリーン堺南口、堺浜シーサイドステージ、八幡町経由　堺駅西口行き
- 61 松屋、イオンモール堺鉄砲町経由 地下鉄住之江公園駅前行き
- 85・86 匠町行き

## 隣の停留場
阪堺電気軌道
■阪堺線
高須神社停留場 (HN17) - 綾ノ町停留場 (HN18) - 神明町停留場 (HN19)
- （）内は駅番号を示す。